# Subhuman Race
Subhuman Race —en español: Raza subhumana— es el tercer álbum de la banda estadounidense de heavy metal Skid Row. Fue lanzado en marzo de 1995 y muestra a la banda abandonando el crudo sonido metal de su disco anterior y explorando sonidos de metal alternativo con similitudes al estilo de bandas como Anthrax y los Red Hot Chili Peppers, pero reteniendo el sonido heavy metal de bandas como Guns N' Roses.
A la fecha, Subhuman Race es el último disco de Skid Row grabado por la alineación "clásica", compuesta por el vocalista Sebastian Bach, los guitarristas Dave "The Snake" Sabo y Scotti Hill, el bajista Rachel Bolan y el baterista Rob Affuso. 

## Recepción
Subhuman Race no recibió una buena aceptación por parte de la crítica. Incluso, el bajista Rachel Bolan ha hecho públicos sus sentimientos de inconformidad con la grabación del disco. En una entrevista en noviembre de 2006, Bolan afirmó: "Ese álbum fue una pesadilla, tanto en la grabación como en la producción. Yo no estaba en mi mejor momento, nadie tuvo la culpa, simplemente así debían ser las cosas. Además el álbum es pésimo".

## Lista de canciones
1. "My Enemy" – 3:38
2. "Firesign" – 4:54
3. "Bonehead" – 2:16
4. "Beat Yourself Blind" – 5:02
5. "Eileen" – 5:36
6. "Remains to be Seen" – 3:34
7. "Subhuman Race" – 2:40
8. "Frozen" – 4:43
9. "Into Another" – 4:02
10. "Face Against My Soul" – 4:20
11. "Medicine Jar" – 3:36
12. "Breakin' Down" – 4:30
13. "Ironwill" – 7:43

## Créditos
- Sebastian Bach – Voz
- Dave Sabo – Guitarra
- Scotti Hill – Guitarra
- Rachel Bolan – Bajo
- Rob Affuso – Batería